# Полежаево (Рыбинский район)
Полежаево – деревня в Покровской сельской администрации Покровского сельского поселения Рыбинского района Ярославской области . 

## География
Деревня стоит на незначительном удалении от правого берега Волги (Рыбинское водохранилище). К западу от деревни непосредственно на волжском берегу стоит деревня Крутец, отделенная от Полежаева небольшим ручьём и мелиоративной канавой. Мимо деревни проходит автомобильная дорога от Кобостово до села Николо-Корма. 

## История
Деревня Полежаева указана на плане Генерального межевания Рыбинского уезда 1792 года.

## Население
| 2007 | 2010 |
| ---- | ---- |
| 0    | →0   |

На 1 января 2007 года постоянного населения в деревне Полежаево не числилось . Почтовое отделение, расположенное в селе Никольское, обслуживает в деревне Полежаево 15 домов. 